# Келечи (Первомайский район)
Келечи́ (укр. Келечі, крымскотат. Keleçi, Келечи) — исчезнувшее село в Первомайском районе Республики Крым, располагавшееся на северо-востоке района, в степной части Крыма, на левом берегу безымянного правого притока реки Воронцовки, примерно в 1 километре юго-восточнее современного села Новая Деревня.

### Динамика численности населения
- 1806 год — 122 чел.[5]
- 1864 год — 28 чел.[6]
- 1892 год — 19 чел.[7]
- 1900 год — 24 чел.[8]

## История
Первое документальное упоминание села встречается в Камеральном Описании Крыма… 1784 года, судя по которому, в последний период Крымского ханства Кемелчи входил в Четырлык кадылык Перекопского каймаканства. После присоединения Крыма к России (8) 19 апреля 1783 года, (8) 19 февраля 1784 года, именным указом Екатерины II сенату, на территории бывшего Крымского Ханства была образована Таврическая область и деревня была приписана к Перекопскому уезду. После Павловских реформ, с 1796 по 1802 год, входила в Акмечетский уезд Новороссийской губернии. По новому административному делению, после создания 8 (20) октября 1802 года Таврической губернии, Келечи был включён в состав Джанайской волости Перекопского уезда.
По Ведомости о всех селениях в Перекопском уезде состоящих с показанием в которой волости сколько числом дворов и душ… от 21 октября 1805 года в деревне Келечи числилось 11 дворов и 122 жителя крымских татар. На военно-топографической карте генерал-майора Мухина 1817 года деревня Келече обозначена с 14 дворами. После реформы волостного деления 1829 года деревня, согласно «Ведомости о казённых волостях Таврической губернии 1829 года», осталась в составе Джанайской волости. На карте 1836 года в деревне 18 дворов. Затем, видимо, в результате эмиграции крымских татар, деревня заметно опустела и на карте 1836 года в деревне 8 дворов, а на карте 1842 года Келечи обозначен условным знаком «малая деревня» (это означает, что в ней насчитывалось менее 5 дворов).
В 1860-х годах, после земской реформы Александра II, деревню приписали к Ишуньской волости того же уезда. В «Списке населённых мест Таврической губернии по сведениям 1864 года», составленном по результатам VIII ревизии 1864 года, Келечи — владельческая деревня с 5 дворами, 28 жителями и мечетью при колодцахъ. По обследованиям профессора А. Н. Козловского начала 1860-х годов, вода в колодцах деревни была пресная «в достаточном количестве», а их глубина колебалась от 2 до 4 саженей (4—8 м). На трёхверстовой карте Шуберта 1865—1876 года в деревне — те же 5 дворов. Согласно «Памятной книжке Таврической губернии за 1867 год», деревня стояла покинутая — ввиду эмиграции крымских татар, особенно массовой после Крымской войны 1853—1856 годов, в Турцию.
После земской реформы 1890 года деревню отнесли к Джурчинской волости. Согласно «…Памятной книжке Таврической губернии на 1892 год», на хуторе барона Гинзбурга Келечи, не входившем ни в одно сельское общество, было 19 жителей в 2 домохозяйствах. По «…Памятной книжке Таврической губернии на 1900 год», на хуторе Келечи числилось 24 жителя в 3 дворах. В Статистическом справочнике Таврической губернии 1915 года в Джурчинской волости Перекопского уезда значится хутор Калача (Сматчина), но являлся ли он преемником Келечи — неизвестно. В дальнейшем в доступных источниках название не встречается.